# Interacțiune om-calculator

Omul interacționează direct cu hardware-ul de INPUT și de OUPUT. Pe hardware-ul de OUPUT, de exemplu monitor, se află interfața grafică, produsă de software, care merge pe CPU

Interacțiunea om-calculator (IOC), numită și interacțiunea calculator-om (ICO), este interacțiunea dintre oameni (utilizatori) și calculatoare, sau și activitatea de cercetare a acesteia. Este un domeniu interdisciplinar, care leagă informatica de alte domenii de studiu și cercetare. Interacțiunea dintre utilizatori și calculatoare apare la nivelul interfeței cu utilizatorul (engleză: user interface), care include aspecte ergonomice, software și hardware, de exemplu la perifericele calculatoarelor de uz general sau și la sisteme mecanice mari precum avioane, aeropoarte, uzine electrice, rețele de energie sau și informatice și multe altele. La calculatoarele moderne există următoarele puncte centrale ale interfeței IOC:
- Interfețe de hardware
  - Interfața grafică (pe un monitor sau ecran de calculator) (engleză: Graphic User Interface sau GUI), mijlocită prin tastatură și un dispozitiv de indicat cum este mausul,
  - Interfața grafică mijlocită prin atingerea monitorului (tehnologia touch screen),
  - Interfața grafică mijlocită prin comenzi verbale (recunoașterea vorbirii).
- Interfețe de software
  - Interfața grafică
  - Interfața de text
  - etc.

Următoarea definiție este dată la  Arhivat în 4 august 2009, la Wayback Machine.: "Interacțiunea om-calculator este disciplina care se preocupă cu crearea, evaluarea și implementarea de sisteme de calculatoare interactive pentru utilizare umană și cu studiul fenomenelor majore adiacente."
Preocupările majore în domeniu vizează concepte teoretice (perspectiva de raportare a individului la noile tehnologii, schimbări sociale și personale datorate avansului tehnologic, perspective de dezvoltare) și aplicații practice (proiectarea și optimizarea interfețelor de utilizare, simplificarea interacțiunilor, identificarea unor noi funcțiuni relevante). Abordarea studiilor este interdisciplinară, vizând printre altele specializări precum: biologia, fizica, informatica, ingineria, matematica, medicina, psihologia, sociologia.